# Fiat G.59
Il Fiat G.59 fu un aereo da addestramento monomotore monoplano  ad ala bassa a sbalzo sviluppato dall'azienda aeronautica italiana Fiat Aviazione nel periodo postbellico, progettato dall'ingegnere Giuseppe Gabrielli e derivato dai precedenti G.55 Centauro e G.56.

## Storia del progetto

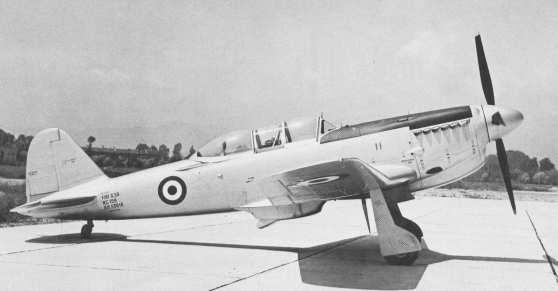
Versione biposto, visto di profilo

Alla fine della seconda guerra mondiale alla Fiat si cercò di riprendere le attività nel settore aeronautico. Nei magazzini erano rimasti ancora un buon numero di G.55 in fase di realizzazione e molte parti che avrebbero dovuto assicurarne la manutenzione. Con questo materiale il G.55 venne rimesso in produzione non più come caccia ma come aereo da addestramento ottenendo degli ordini da parte della appena ricostituita Aeronautica Militare e dall'Argentina. Il buon successo dell'ordine venne seguito da ulteriori richieste che però non potevano essere più soddisfatte a causa dell'esaurimento delle scorte di motori Daimler-Benz DB 605 dei quali era dotato.
Grazie ad una serie di valutazioni comparative ottenute in base all'installazione di diversi motori sulla cellula dell'unico G.56 sopravvissuto, si ritenne che il motore più adatto ad offrire una conversione che riunisse semplicità costruttiva e convenienza economica fosse il britannico Rolls-Royce Merlin, per cui l'ingegner Gabrielli, progettista dell'originario G.55 da cui ha inizio la serie, modificò il G.55 in funzione dell'ottimizzazione del Merlin, della possibilità di trasformarlo in biposto e di aggiornarlo con le ultime specifiche tecnologiche.
Il nuovo modello prodotto venne denominato Fiat G.59, disponibile dai primi mesi del 1948.

## Impiego operativo
Il G.59 fu introdotto nei reparti da addestramento dell'Aeronautica Militare nel 1950, inizialmente come dotazione della scuola di volo di Lecce, sia nella versione monoposto, la G.59-1A, che nella biposto G.59-1B, ben presto soprannominato dal personale "Mustang all'italiana" per la sua somiglianza con lo statunitense North American P-51 Mustang con cui condivideva la motorizzazione e rimanendo in servizio fino al 1957.

## Versioni
- G.59-1
  - G.59-1A - versione monoposto
  - G.59-1B - versione biposto
- G.59-2B - versione da esportazione, prodotta in 31 esemplari, completamente di nuova costruzione a causa dell'esaurimento delle parti precedentemente realizzate per il G.55
  - G.59-2A - versione monoposto, prodotta in 26 esemplari destinati alla forza aerea siriana[2] più uno valutato dalla forza aerea argentina alla quale non seguì alcuna commessa
  - G.59-2B - versione biposto, prodotta in 4 esemplari destinati alla forza aerea siriana[2]
- G.59-4B - versione di serie, dotata di un tettuccio a bolla per consentire una migliore visibilità, impiegata come addestratore nella Aeronautica Militare[2]
  - G.59-4A - versione monoposto, prodotta in 20 esemplari
  - G.59-4B - versione biposto, prodotta in 10 esemplari

## Utilizzatori
Argentina
- Fuerza Aérea Argentina

 Italia
- Aeronautica Militare

 Siria
- Al-Quwwat al-Jawwiyya al-'Arabiyya al-Suriyya

## Velivoli sopravvissuti

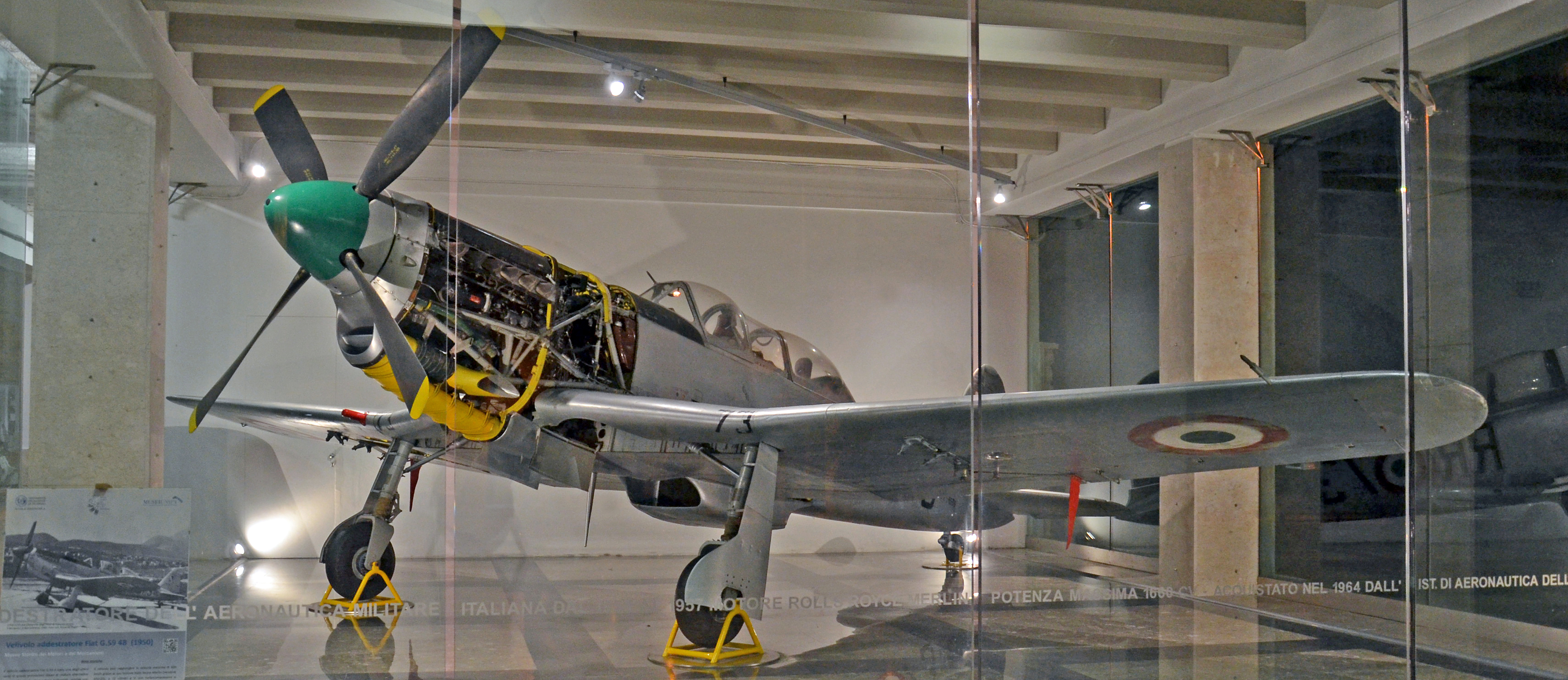
Velivolo storico Fiat G.59 4B esposto al Museo storico dei motori e dei meccanismi di Palermo.

Degli esemplari prodotti rimangono cinque esemplari completi, esposti al Museo storico dell'Aeronautica Militare di Vigna di Valle, in provincia di Roma, e presso il Museo storico dei motori e dei meccanismi dell'Università degli Studi di Palermo, quest'ultimo esemplare acquistato a scopi didattici nel 1964 e riportato all'aspetto originale grazie ad un restauro effettuato nel laboratorio universitario con la collaborazione del museo di Vigna di Valle. La società tedesca MeierMotors GmbH, specializzata nel restauro di velivoli dal valore storico, ne possiede inoltre un esemplare semicompleto avviato al completo restauro grazie alla collaborazione del museo palermitano, inoltre sono conservate alcune parti in diversi musei italiani, tra i quali presso il Museo del Politecnico di Torino, nella Sezione dedicata all'ing. Giuseppe Gabrielli.
L'unico esemplare tuttora in condizioni di volo è conservato a Parma, nella collezione privata di Pino Valenti.

Un ulteriore velivolo della serie 4A è conservato dalla Aeronautica Militare Italiana presso il distaccamento aeroportuale di Piacenza San Damiano

### Pubblicazioni
- (EN) William Green, Gordon Swanborough (eds.), Centaur - The Final Fling, in Air Enthusiast International, Volume 6, Number 5, maggio 1974.
- Filippo Zanoni, Il ritorno del G 59, in La Manovella, N° 11, Torino, ASI Service Srl, novembre 2014, ISSN 1593-7607 (WC · ACNP).
- Pino Valenti: "Cinquant'anni sempre tra le nuvole pilotando quei gioielli con le ali", in www.gazzettadiparma.it, Parma, 22 ottobre 2012. URL consultato il 17 marzo 2015 (archiviato dall'url originale il 2 aprile 2015).